# Alesa Arconidea
(Marco Tullio Cicerone, In Verrem, II, 3,170. Traduzione di Laura Fiocchi e Dionigi Vottero)
Alesa Arconidea (Ἁλαίσα in greco antico) è un'antica città siculo-greca situata nel territorio di Tusa, comune italiano della città metropolitana di Messina, sulla costa settentrionale della Sicilia.

## Storia
Secondo Diodoro Siculo la città di Alaisa fu fondata nel 403 a.C., su una collina distante otto stadi dal mare, nella costa settentrionale della Sicilia, oggi Santa Maria delle Palate, nel territorio del comune di Tusa.
Il nome della città, e del fiume che vi scorre nei pressi (oggi torrente Tusa), deriva dal termine greco alè (incerto vagare), dal verbo alaomai e sembra riferirsi alle popolazioni sicule cacciate dalla propria città conquistate.

### Il periodo greco-siculo
Dopo la pace con la potente Siracusa del tiranno Dionigi, Arconide di Herbita concesse parte del territorio più settentrionale della città ai Siculi che l'avevano aiutato durante la guerra e la nuova città ebbe in suo onore il nome di Halaesa Arconidea. Il territorio si trovava al confine tra il territorio sotto l'influenza cartaginese, che arrivava fino al fiume Monalo, oggi Pollina. Nei pressi era già sorto un insediamento di mercenari campani stabilito qui dai Cartaginesi dopo la pace con Siracusa nel 405 a.C.: il nuovo insediamento greco-siculo ha anche il compito di fronteggiare un'eventuale espansione cartaginese nella zona. Le monete coniate ad Alasa hanno come emblema della città una colonna sormontata da un cane, simboleggiando la sua funzione di controllo del territorio: il simbolo è tuttora presente nello stemma comunale di Tusa.
La presenza di un tempio del dio Adrano ('Αδρανιείον), il cui culto era diffuso nella zona dell'Etna, potrebbe indicare una provenienza dei nuovi cittadini da questa zona.
Alesa Arconidea aderì all'alleanza siculo-greca del 339 a.C., condotta da Timoleonte, a capo di una spedizione da Corinto contro il tiranno Trasibulo di Siracusa, con lo scopo di instaurare nella città ordinamenti democratici e di proteggere le città alleate dai governi aristocratici e tirannici e dai Cartaginesi. L'alleanza (symmachia) coniò una moneta comune. Alesa acquistò rapidamente una posizione di preminenza tra le città sicule dell'alleanza
Le fonti indicano inoltre la partecipazione di Alesa al gruppo di sedici città incaricate di fornire a turno la guarnigione per la protezione del santuario dei Venere Ericina di Erice: tutte le città del gruppo vantavano origini troiane. Un sacello con una statuetta di marmo frammentaria di una figura femminile colta nell'atto di ravviarsi i capelli, è stato interpretato come un luogo di culto dedicato alla dea nella città.

### La conquista romana
Quando i Romani sbarcarono in Sicilia nel 263 a.C. la città si alleò con gli invasori insieme a molte altre città sicule. Quando fu costituita la provincia romana di Sicilia nel 241 a.C. la città ottenne lo status di civitas libera ac immunis, ossia poté conservare la propria autonomia e fu esente da tributi. Questa condizione privilegiata ne favorì lo sviluppo economico e demografico. Per un certo periodo la città mantenne una monetazione autonoma, anche di monete d'argento.
Nel 96 a.C. il pretore Gaio Claudio Pulcro intervenne per regolare le condizioni di partecipazione al senato cittadino, stabilendo le condizioni minime di età e di censo per farne parte. In questa occasione si consultò con i membri della famiglia patrizia dei Marcelli che vi risiedevano. In ringraziamento per questo intervento gli venne dedicata una statua in marmo, che fu rinvenuta nel XVIII secolo e si trova attualmente nella sala consiliare del comune di Tusa.
Cicerone dà notizia del fatto che la città contribuiva con navi e relativo equipaggio alla flotta siciliana: un'iscrizione ricorda una battaglia navale vinta dalle navi di Alesa e di altre città, comandate da un certo Caninio Nigro.
In epoca augustea la città divenne municipio e acquista la cittadinanza romana.

### La tarda antichità e la conquista araba
La città esisteva ancora alla fine del IV secolo e compare nella Tabula Peutingeriana. Alla metà del V secolo doveva essere sede vescovile (come sembra testimoniato dalla menzione di un vescovo di nome Tobia in un'iscrizione greca riportata in un manoscritto conservato a Madrid.
In un documento del 522 il patrizio romano Tertullo dona terreni del suo territorio all'abbazia di Montecassino e alla fine del secolo un convento ad Alesa fu forse istituito nell'ambito delle fondazioni siciliane di san Gregorio Magno. Nel VII secolo viene citata tra le quattordici città importanti della Sicilia da Gregorio di Cipro e nel 649 il vescovo di Alesa "Calunnioso" partecipa al Concilio Lateranense a Roma.
Nell'VIII secolo, in seguito alla dominazione bizantina i vescovi siciliani sono sottoposti al patriarcato di Costantinopoli: un Antonio, vescovo di Alesa partecipa ad un concilio a Costantinopoli nell'870.
Nell'835-836 fonti arabe (Ibn al Atìr, nel XIII secolo) riferiscono del saccheggio delle campagne della località di Lyàsah, che forse è identificabile con Alesa, ma gli Arabi vengono costretti a ritirarsi da forze sopraggiunte a difesa della città. Nella valle del torrente Tusa esiste una torre, forse costruita nel IX secolo, alla quale gli Arabi diedero successivamente il nome di "Migaito": si trattava forse di una torre di segnalazione tra Alesa e le città vicine, impegnate nella difesa dalle incursioni arabe.
La città sembra sia stata abbandonata in seguito alle distruzioni di un terribile terremoto, in seguito al quale la popolazione si spostò nel sito, più facilmente difendibile dell'odierna Tusa. Il terremoto è forse identificabile con quello riportato dalle fonti nell'856.
Non ci sono tuttavia dati precisi sulla conquista della città da parte degli Arabi, che avvenne probabilmente dopo la caduta di Siracusa nell'878. L'occupazione araba del territorio della Val Demona. Nella abbandonata città di Alesa si installa una fortezza araba che prende il nome di "Qalat al Qawàrabi" a protezione del porto.

### Le Tavole Alesine
Nel 1558, fra le rovine d'Alesa, furono ritrovate due lastre di marmo sulle quali era scolpita, in greco, una dettagliata descrizione dell'agro di Alesa. Le lastre, inizialmente custodite presso la Compagnia del Gesù di Palermo sembra siano state portate in Spagna nel XVIII secolo e andarono in seguito perdute.
Le tavole furono viste dal Gualterio a Palermo e dal Grutero ancora a Messina. Il testo, incompleto per la frammentarietà delle tavole, fu pubblicato dal principe di Torremuzza nel 1753.
Si conserva solo nella pubblicazione (di V.Di Giovanni) anche il testo di un frammento, rinvenuto nel 1885 e anch'esso andato perduto. Un terzo frammento che forse appartiene alla medesima iscrizione è attualmente conservato presso l'Università di Messina ed è stato pubblicato nel 1961 da S. Calderone.
Nella descrizione delle tavole, databili all'epoca ellenistica e probabilmente precedenti alla conquista romana, il territorio di Alesa risulta diviso in dodici lotti dal lato del torrente Tusa (fiume Alesa) e in altri dodici dal lato del torrente Cicero (fiume Opicano), mentre altri tre lotti ("gli Scironi") dovevano trovarsi sulla cresta del costone che divide le due vallate. Viene inoltre menzionato un doppio lotto sacro, in cui è proibito l'accesso ai macellai e ai conciapelli, ubicato nelle adiacenze dell'Opicano.
L'iscrizione cita inoltre quattro templi, due dentro le mura, uno dei quali dedicato ad Apollo, e due extraurbani, dedicati ad Adrano e a Giove Milichio, dei bagni, un acquedotto, la "fonte Ipurra", il "tapanon" e il "tematetis"

## Aspetti urbanistici
La città venne dotata nel IV secolo a.C., di mura di fortificazione che circondavano la collina con un circuito di circa 3 km, con tracciato irregolare che segue il rilievo orografico. La cinta era dotata di torri collegate da un camminamento e di almeno quattro porte, due a nord-est, una a sud-est e una a sud-ovest: dalle ultime due, le più importanti uscivano le strade per il porto e in direzione di Herbita e degli altri centri dell'interno.
Le mura sono costruite in opera quadrata pseudoisodoma, con filari di blocchi in arenaria scistosa sulle facciate interna ed esterna e l'intercapedine riempita con muratura a sacco. Restauri successivi, dovuti alla scarsa resistenza agli agenti atmosferici del materiale impiegato, consistettero nella stuccatura dei giunti tra i blocchi e nella sostituzione di alcuni tratti con blocchi in materiale più resistente.
La città si articolava con un sistema di strade perpendicolari all'asse principale, che correva in senso nord-sud (cardo maximus). La via principale, pavimentata con lastre quadrate di pietra disposte a scacchiera, era larga circa 6 m e le vie perpendicolari, larghe tra i 2,30 e i 3,30 m, vi si aprivano a distanza di 32 m l'una dall'altra, formando isolati regolari disposti a terrazza sui pendii, Lo schema urbanistico riprende quello visibile anche nella città di Solunto.

## Agorà e monumenti principali
Sulla via principale si apriva nel centro della città l'agorà, su una terrazza aperta verso est sulla vallata del fiume Tusa e chiusa ad ovest da un muro di contenimento del taglio del pendio, sopra il quale corre una strada. L'impianto si deve al II secolo a.C., ma con rifacimenti di epoca imperiale. Davanti al muro di contenimento occidentale la piazza venne infatti chiusa sui lati ovest e nord da un monumentale doppio portico disposto ad L e sopraelevato di circa 50 cm rispetto alla quota della piazza. Il portico aveva colonne esterne in pietra sorreggenti una trabeazione dorica in legno stuccato, e colonne interne in mattoni ricoperti in stucco, con capitelli pure stuccati e dipinti.
Sul fondo del portico si aprono otto ambienti bipartiti (sei sul lato ovest e due sul lato nord), che utilizzano come muro di fondo il grande muro di contenimento: si tratta di sacelli di culto, con nicchie per statue e altari posti nel vano più interno. Uno dei sacelli doveva essere riservato al culto imperiale praticato dal collegio sacerdotale dei seviri augustali e presenta un ricco rivestimento in marmi colorati: vi fu rinvenuta la statua in marmo di una Cerere con iscrizione dedicatoria del II secolo d.C. In un altro dei sacelli fu rinvenuta una grande quantità di iscrizioni marmoree.
La piazza, pavimentata con mattoni, era dotata di un efficiente sistema per la raccolta e lo smaltimento dell'acqua piovana. In essa si trovano delle basi di statue e un podio quadrato più grande, in opera reticolata probabilmente rivestita in origine in marmo, forse utilizzato come tribuna per gli oratori.
Le fasi di realizzazione sembrano essere state almeno tre: in un primo momento furono realizzati i sacelli, che successivamente furono preceduti da un portico singolo, poi suddiviso internamente con altre colonne.
In una terrazza sottostante, a un livello più basso di circa 2,50 m, vi è un muro in opera quadrata isodoma in grandi blocchi bugnati di pietra dura non locale, la quarzarenite di Mistretta. Il muro, databile a prima della conquista romana, misura 39 metri di lunghezza e ha funzioni di contenimento del terrapieno su cui passa la via principale. Alcuni dei blocchi, posti in alto, sono la base di colonne di grandi dimensioni e sono state rinvenute anche basi di statue, una delle quali sembra possa essere riferita al re siceliota Gerone II di Siracusa. Il complesso potrebbe essere forse identificato con il ginnasio, citato da Cicerone. Una scalinata doveva mettere in comunicazione quest'ultimo con la parte alta della piazza.
Nella zona sottostante è stato rimesso in luce un settore dei quartieri di abitazione. Uno degli edifici, costituito da strutture più robuste delle abitazioni confinanti presenta una grande vasca quadrata bordata da blocchi di pietra dura, che doveva essere stata circondata da un colonnato: si tratta forse di un altro edificio pubblico oppure del peristilio di una casa particolarmente ricca.
Al di sopra della porta di nord-est, una struttura muraria che forma un arco di circa 120 m, in gran parte interrata, (i cosiddetti "contrafforti") è stata interpretata come un viadotto che sosteneva una delle strade principali. Alcuni ambienti dovevano presentare una ricca decorazione di cui sono stati rinvenuti numerosi frammenti, tra cui i resti di un'iscrizione su stucco.
Sull'acropoli sono presenti tre basamenti templari. Il complesso cultuale consisteva in due templi laterali e in un terzo più grande dedicato ad apollo (quello centrale). Apollo era il nume tutelare della città, come attestano due iscrizioni di Halaesa, gli scritti di Diodoro Siculo e la monetazione locale raffigurante la testa del dio pagano vicino ad una cetra.
Fuori le mura, nello spazio antistante le due porte della città verso sud, si trova un colombario, privo della originaria copertura a volta e con pareti in opera reticolata con nicchie per la deposizione delle urne. Il colombario segna la posizione della necropoli di epoca romana. Si conosce anche l'ubicazione della più antica necropoli siculo-greca.

## Il territorio
Il territorio della città di Alesa corrisponde a quello dell'attuale comune di Tusa, limitato a nord dalla costa tirrenica, ad est dal torrente Tusa e ad ovest dal fiume Pollina.
I resti antichi del territorio comprendono:
- una possibile struttura termale di cui si conservano i mosaici nella zona delle "Case Gravina", forse identificabile come "i bagni" citati dalle "tavole alesine";
- forse il ponte sul torrente Tusa ("ponte Riggieri"), che sembra tuttavia di datazione più recente;
- torre Migaido, il torrione centrale che risale all'epoca della conquista normanna, alla fine della vita della città di Alesa;
- strutture idriche ("Viviere") di captazione di un gruppo di sorgenti per l'acquedotto cittadino, nella località "Fruscio";
- la zona dell'attuale contrada Ospedale, a metà strada tra Alesa e Tusa, potrebbe essere identificata, per la somiglianza del significato dei toponimi, con la "via Xenide" citata dalle "tavole alesine": in tal caso si troverebbero in questa zona il tempio di Adrano, il "tapanon" e il "tematesis".